# Miles Plumlee
Pour les articles homonymes, voir Plumlee.
Miles Christian Plumlee, né le 1er septembre 1988 à Fort Wayne (Indiana) aux États-Unis, est un joueur américain de basket-ball, évoluant au poste de pivot. Il mesure 2,11 m.
Il est le frère de Marshall Plumlee et de Mason Plumlee, ce dernier étant membre de l'Équipe des États-Unis de basket-ball pour la Coupe du monde masculine de basket-ball 2019.

## Biographie

### Pacers de l'Indiana (2012-2013)
Le 28 juin 2012, il est choisi en 26e position de la Draft 2012 de la NBA par les Pacers de l'Indiana.
Durant la saison 2012-2013, il est envoyé plusieurs fois chez les Mad Ants de Fort Wayne en D-League. Il dispute seulement 55 minutes avec les Pacers durant la saison régulière et ne participe à aucune rencontre des Playoffs NBA 2013.
Lors de la Summer League d'Orlando de 2013, Plumlee a des moyennes de 18 points et 12 rebonds par match.

### Suns de Phoenix (2013-2015)
Le 27 juillet 2013, il est transféré chez les Suns de Phoenix avec Gerald Green et un premier tour de draft 2014 protégé en échange de Luis Scola.
Plumlee est titularisé pour la première fois de sa carrière le 30 octobre 2013 contre les Trail Blazers de Portland ; Plumlee réalise son premier double-double en terminant la rencontre avec 18 points, 15 rebonds et trois contres dans la victoire des siens 104 à 91. En plus, Plumlee devient le premier joueur des Suns à réaliser un double-double lors du premier match avec les Suns depuis Shawn Marion avec 14 points et 14 rebonds pour commencer sa carrière professionnelle en 1999. Lors de son second match avec les Suns, Plumlee termine avec 13 points, 13 rebonds et trois contres dans la victoire 87 à 84 de son équipe contre le Jazz de l'Utah. Le 23 décembre 2013, Plumlee marque 17 points et prend 20 rebonds (son record en carrière) lors de la victoire 117 à 90 contre les Lakers de Los Angeles. Il établit ensuite son record de points avec 22 unités auxquelles il ajoute 13 rebonds lors de la victoire 115 à 101 contre les 76ers de Philadelphie le 28 décembre 2013.
Plumlee est nommé pour participer au Rising Stars Challenge 2014 en remplacement de Pero Antić des Hawks d'Atlanta dans l'équipe Grant Hill, et joue contre son frère, Mason, qui est dans l'équipe Chris Webber. Il termine la rencontre avec quatre points, trois rebonds, et un contre.

### Bucks de Milwaukee (2015-2017)
Le 19 février 2015, Plumlee est transféré, avec Tyler Ennis, aux Bucks de Milwaukee dans un échange entre trois équipes incluant également les 76ers de Philadelphie ; dans cet échange, les Bucks reçoivent Michael Carter-Williams de Philadelphie, Phoenix voit l'arrivée de Brandon Knight de Milwaukee et Philadelphie récupère un premier tour de draft de Phoenix.
Le 2 août 2016, Plumlee re-signe chez les Bucks un contrat de 52 millions de dollars sur quatre ans. 

### Hornets de Charlotte (2017)
Le 2 février 2017, Plumlee est transféré, avec une somme d'argent, aux Hornets de Charlotte en échange de Spencer Hawes et Roy Hibbert.

## Palmarès
- Champion NCAA 2010.
- Champion de la Division Centrale en 2013 avec les Pacers de l'Indiana.

## Statistiques

### Universitaires
| Saison    | Équipe   | Matchs | Titul. | Min./m | % Tir | % 3pts | % LF | Rbds/m. | Pass/m. | Int/m. | Ctr/m. | Pts/m. |
| --------- | -------- | ------ | ------ | ------ | ----- | ------ | ---- | ------- | ------- | ------ | ------ | ------ |
| 2008-2009 | Duke     | 24     | 2      | 6,8    | 47,4  | 0,0    | 54,5 | 1,42    | 0,04    | 0,17   | 0,50   | 1,75   |
| 2009-2010 | Duke     | 40     | 24     | 16,4   | 56,5  | 100,0  | 66,1 | 4,90    | 0,33    | 0,50   | 0,68   | 5,15   |
| 2010-2011 | Duke     | 37     | 16     | 18,0   | 57,6  | 0,0    | 54,8 | 5,22    | 0,59    | 0,65   | 0,65   | 5,24   |
| 2011-2012 | Duke     | 34     | 16     | 20,5   | 61,0  | 0,0    | 63,2 | 7,09    | 0,53    | 0,53   | 0,94   | 6,65   |
| Carrière  | Carrière | 135    | 58     | 16,2   | 57,4  | 100,0  | 61,1 | 4,92    | 0,40    | 0,49   | 0,70   | 4,95   |

### Professionnelles

#### Saison régulière NBA
| Saison    | Équipe    | Matchs | Titul. | Min./m | % Tir | % 3pts | % LF | Rbds/m. | Pass/m. | Int/m. | Ctr/m. | Pts/m. |
| --------- | --------- | ------ | ------ | ------ | ----- | ------ | ---- | ------- | ------- | ------ | ------ | ------ |
| 2012-2013 | Indiana   | 14     | 0      | 3,9    | 23,8  | 0,0    | 75,0 | 1,57    | 0,14    | 0,00   | 0,21   | 0,93   |
| 2013-2014 | Phoenix   | 80     | 79     | 24,5   | 51,7  | 0,0    | 56,1 | 7,83    | 0,54    | 0,62   | 1,12   | 8,07   |
| 2014-2015 | Phoenix   | 54     | 28     | 18,6   | 54,9  | 0,0    | 50,0 | 5,07    | 0,50    | 0,65   | 1,02   | 4,31   |
| 2014-2015 | Milwaukee | 19     | 0      | 10,0   | 49,2  | 0,0    | 37,5 | 2,42    | 0,37    | 0,32   | 0,58   | 3,21   |
| 2015-2016 | Milwaukee | 61     | 14     | 14,3   | 60,1  | 0,0    | 57,6 | 3,80    | 0,26    | 0,34   | 0,82   | 5,15   |
| 2016-2017 | Milwaukee | 32     | 12     | 9,7    | 44,1  | 0,0    | 62,9 | 1,72    | 0,56    | 0,34   | 0,28   | 2,56   |
| 2016-2017 | Charlotte | 13     | 0      | 13,4   | 58,3  | 0,0    | 75,0 | 3,23    | 0,23    | 0,54   | 0,31   | 2,38   |
| 2017-2018 | Atlanta   | 55     | 35     | 16,7   | 58,3  | 0,0    | 45,0 | 4,15    | 0,82    | 0,31   | 0,55   | 4,31   |
| 2018-2019 | Atlanta   | 18     | 0      | 9,6    | 66,7  | 0,0    | 53,3 | 2,17    | 0,94    | 0,33   | 0,22   | 4,44   |
| Carrière  | Carrière  | 346    | 168    | 16,4   | 54,2  | 0,0    | 54,3 | 4,51    | 0,51    | 0,44   | 0,74   | 4,90   |

Mise à jour le 3 septembre 2023

#### Playoffs NBA
| Saison | Équipe    | Matchs | Titul. | Min./m | % Tir | % 3pts | % LF | Rbds/m. | Pass/m. | Int/m. | Ctr/m. | Pts/m. |
| ------ | --------- | ------ | ------ | ------ | ----- | ------ | ---- | ------- | ------- | ------ | ------ | ------ |
| 2015   | Milwaukee | 1      | 0      | 16,4   | 12,5  | 0,0    | 50,0 | 6,00    | 1,00    | 0,00   | 1,00   | 3,00   |

Mise à jour le 24 avril 2016

#### Saison régulière D-League
| Saison    | Équipe     | Matchs | Titul. | Min./m | % Tir | % 3pts | % LF | Rbds/m. | Pass/m. | Int/m. | Ctr/m. | Pts/m. |
| --------- | ---------- | ------ | ------ | ------ | ----- | ------ | ---- | ------- | ------- | ------ | ------ | ------ |
| 2012-2013 | Fort Wayne | 15     | 12     | 30,4   | 45,7  | 0,0    | 50,0 | 10,20   | 1,20    | 0,80   | 1,87   | 11,20  |

## Records sur une rencontre en NBA
Les records personnels de Miles Plumlee en NBA sont les suivants, :
| Type de statistique        | Saison régulière | Saison régulière           | Saison régulière | Playoffs | Playoffs         | Playoffs      |
| Type de statistique        | Record           | Adversaire                 | Date             | Record   | Adversaire       | Date          |
| -------------------------- | ---------------- | -------------------------- | ---------------- | -------- | ---------------- | ------------- |
| Points                     | 22               | 76ers de Philadelphie      | 28 décembre 2013 | 3        | Bulls de Chicago | 30 avril 2015 |
| Paniers marqués            | 10               | 76ers de Philadelphie      | 28 décembre 2013 | 1        | Bulls de Chicago | 30 avril 2015 |
| Paniers tentés             | 15               | @ 76ers de Philadelphie    | 27 janvier 2014  | 8        | Bulls de Chicago | 30 avril 2015 |
| Paniers à 3 points réussis | -                | -                          | -                | -        | -                | -             |
| Paniers à 3 points tentés  | -                | -                          | -                | -        | -                | -             |
| Lancers francs réussis     | 7                | @ Warriors de Golden State | 18 décembre 2015 | 1        | Bulls de Chicago | 30 avril 2015 |
| Lancers francs tentés      | 8                | 2 fois                     | 2 fois           | 2        | Bulls de Chicago | 30 avril 2015 |
| Rebonds offensifs          | 7                | 2 fois                     | 2 fois           | 3        | Bulls de Chicago | 30 avril 2015 |
| Rebonds défensifs          | 14               | Lakers de Los Angeles      | 23 décembre 2013 | 3        | Bulls de Chicago | 30 avril 2015 |
| Rebonds totaux             | 20               | Lakers de Los Angeles      | 23 décembre 2013 | 6        | Bulls de Chicago | 30 avril 2015 |
| Passes décisives           | 3                | 7 fois                     | 7 fois           | 1        | Bulls de Chicago | 30 avril 2015 |
| Interceptions              | 4                | Kings de Sacramento        | 13 décembre 2013 | -        | -                | -             |
| Contres                    | 5                | 2 fois                     | 2 fois           | 1        | Bulls de Chicago | 30 avril 2015 |
| Balles perdues             | 6                | Grizzlies de Memphis       | 6 février 2018   | 1        | Bulls de Chicago | 30 avril 2015 |
| Minutes jouées             | 41               | Kings de Sacramento        | 7 novembre 2014  | 16       | Bulls de Chicago | 30 avril 2015 |

- Double-double : 13
- Triple-double : 0